# Trượt tuyết tự do tại Thế vận hội Mùa đông 2018 - Mấp mô nữ
Nội dung mấp mô nữ của môn trượt tuyết tự do tại Thế vận hội Mùa đông 2018 diễn ra tại Công viên Phoenix Bogwang, Pyeongchang, Hàn Quốc từ 9 tới 11 tháng 2 năm 2018. Người chiến thắng là Perrine Laffont, còn Justine Dufour-Lapointe và Yuliya Galysheva lần lượt giành huy chương bạc và đồng. Galysheva giành huy chương vàng đầu tiên của Kazakhstan trong môn trượt tuyết tự do.

## Kết quả

### Vòng loại
Ở vòng loại thứ nhất, mười vận động viên xuất sắc nhất lọt vào chung kết. Các vận động viên khác tham gia vòng loại thứ 2.

#### Vòng loại 1
QF — Vào thẳng chung kết
QS — Lọt vào bán kết
DNF — Không hoàn thành
DNS — Không xuất phát
| Hạng | Thứ tự | Tên                     | Quốc gia                     | Thời gian | Điểm      | Điểm     | Điểm      | Tổng  | Ghi chú |
| Hạng | Thứ tự | Tên                     | Quốc gia                     | Thời gian | Di chuyển | Nhào lộn | Thời gian | Tổng  | Ghi chú |
| ---- | ------ | ----------------------- | ---------------------------- | --------- | --------- | -------- | --------- | ----- | ------- |
| 1    | 13     | Perrine Laffont         | Pháp                         | 28.87     | 50.5      | 13.75    | 15.47     | 79.72 | QF      |
| 2    | 3      | Andi Naude              | Canada                       | 29.10     | 49.6      | 14.79    | 15.21     | 79.60 | QF      |
| 3    | 5      | Morgan Schild           | Hoa Kỳ                       | 29.76     | 48.8      | 14.48    | 14.48     | 77.74 | QF      |
| 4    | 8      | Justine Dufour-Lapointe | Canada                       | 29.26     | 48.3      | 14.33    | 15.03     | 77.66 | QF      |
| 5    | 18     | Jaelin Kauf             | Hoa Kỳ                       | 28.91     | 48.3      | 13.73    | 15.42     | 77.45 | QF      |
| 6    | 2      | Britteny Cox            | Úc                           | 28.94     | 48.4      | 12.99    | 15.39     | 76.78 | QF      |
| 7    | 19     | Yuliya Galysheva        | Kazakhstan                   | 30.51     | 47.1      | 15.64    | 13.62     | 76.36 | QF      |
| 8    | 10     | Keaton McCargo          | Hoa Kỳ                       | 29.84     | 48.5      | 12.80    | 14.37     | 75.67 | QF      |
| 9    | 9      | Arisa Murata            | Nhật Bản                     | 29.90     | 46.0      | 13.83    | 14.30     | 74.13 | QF      |
| 10   | 16     | Audrey Robichaud        | Canada                       | 32.32     | 48.3      | 12.60    | 11.58     | 72.48 | QF      |
| 11   | 20     | Regina Rakhimova        | Vận động viên Olympic từ Nga | 31.74     | 45.4      | 14.14    | 12.23     | 71.77 |         |
| 12   | 1      | Marika Pertakhiya       | Vận động viên Olympic từ Nga | 30.37     | 44.6      | 12.05    | 13.78     | 70.43 |         |
| 13   | 15     | Chloé Dufour-Lapointe   | Canada                       | 30.01     | 44.0      | 11.35    | 14.18     | 69.53 |         |
| 14   | 21     | Jakara Anthony          | Úc                           | 30.52     | 43.4      | 12.48    | 13.61     | 69.49 |         |
| 15   | 25     | Madii Himbury           | Úc                           | 31.45     | 44.0      | 12.42    | 12.56     | 68.98 |         |
| 16   | 30     | Camille Cabrol          | Pháp                         | 31.96     | 44.7      | 12.21    | 11.98     | 68.89 |         |
| 17   | 28     | Claudia Gueli           | Úc                           | 31.17     | 43.1      | 12.71    | 12.87     | 68.68 |         |
| 18   | 11     | Hedvig Wessel           | Na Uy                        | 29.70     | 42.0      | 12.11    | 14.53     | 68.64 |         |
| 19   | 14     | Seo Jee-won             | Hàn Quốc                     | 30.71     | 45.0      | 10.07    | 13.39     | 68.46 |         |
| 20   | 17     | Ekaterina Stolyarova    | Vận động viên Olympic từ Nga | 30.82     | 42.3      | 12.12    | 13.27     | 67.69 |         |
| 21   | 6      | Deborah Scanzio         | Thụy Sĩ                      | 30.82     | 41.2      | 11.91    | 13.27     | 66.38 |         |
| 22   | 29     | Tess Johnson            | Hoa Kỳ                       | 30.56     | 41.7      | 10.29    | 13.56     | 65.55 |         |
| 23   | 26     | Katharina Förster       | Đức                          | 29.71     | 39.4      | 9.25     | 14.52     | 63.17 |         |
| 24   | 24     | Léa Bouard              | Đức                          | 29.18     | 33.6      | 6.99     | 15.12     | 55.71 |         |
| 25   | 12     | Melanie Meilinger       | Áo                           | 33.78     | 37.0      | 8.02     | 9.93      | 54.95 |         |
| 26   | 22     | Ayaulum Amrenova        | Kazakhstan                   | 35.15     | 36.5      | 7.89     | 8.39      | 52.78 |         |
| 27   | 4      | Wang Jin                | Trung Quốc                   | 34.87     | 35.9      | 6.69     | 8.70      | 51.29 |         |
| 28   | 23     | Guan Ziyan              | Trung Quốc                   | 36.30     | 32.7      | 8.32     | 7.09      | 48.11 |         |
| 29   | 27     | Tetiana Petrova         | Ukraina                      | 36.69     | 31.5      | 8.04     | 6.65      | 46.19 |         |
| 30   | 7      | Seo Jung-hwa            | Hàn Quốc                     | 41.80     | 9.2       | 6.47     | 0.90      | 16.57 |         |

#### Vòng loại 2
QF — Lọt vào chung kết
DNF — Không hoàn thành
DNS — Không xuất phát
| Hạng | Thứ tự | Tên                   | Quốc gia                     | Qual 1 | Thời gian | Điểm      | Điểm     | Điểm      | Tổng  | Tốt nhất | Ghi chú |
| Hạng | Thứ tự | Tên                   | Quốc gia                     | Qual 1 | Thời gian | Di chuyển | Nhào lộn | Thời gian | Tổng  | Tốt nhất | Ghi chú |
| ---- | ------ | --------------------- | ---------------------------- | ------ | --------- | --------- | -------- | --------- | ----- | -------- | ------- |
| 1    | 19     | Tess Johnson          | Hoa Kỳ                       | 65.55  | 30.97     | 50.0      | 12.23    | 13.10     | 75.33 | 75.33    | QF      |
| 2    | 9      | Ekaterina Stolyarova  | Vận động viên Olympic từ Nga | 67.69  | 30.63     | 47.8      | 12.12    | 13.48     | 73.40 | 73.40    | QF      |
| 3    | 11     | Jakara Anthony        | Úc                           | 69.49  | 31.69     | 48.3      | 12.76    | 12.29     | 73.35 | 73.35    | QF      |
| 4    | 10     | Regina Rakhimova      | Vận động viên Olympic từ Nga | 71.77  | 31.95     | 46.7      | 14.12    | 12.00     | 72.82 | 72.82    | QF      |
| 5    | 5      | Hedvig Wessel         | Na Uy                        | 68.64  | 30.03     | 44.9      | 12.60    | 14.16     | 71.66 | 71.66    | QF      |
| 6    | 4      | Seo Jung-hwa          | Hàn Quốc                     | 16.57  | 29.45     | 44.4      | 12.37    | 14.81     | 71.58 | 71.58    | QF      |
| 7    | 1      | Marika Pertakhiya     | Vận động viên Olympic từ Nga | 70.43  | 36.98     | 16.8      | 7.79     | 6.33      | 30.92 | 70.43    | QF      |
| 8    | 8      | Chloé Dufour-Lapointe | Canada                       | 69.53  | 29.45     | 43.4      | 10.27    | 14.81     | 68.48 | 69.53    | QF      |
| 9    | 16     | Katharina Förster     | Đức                          | 63.17  | 30.05     | 45.9      | 9.34     | 14.14     | 69.38 | 69.38    | QF      |
| 10   | 15     | Madii Himbury         | Úc                           | 68.98  | 31.44     | 45.8      | 10.99    | 12.57     | 69.36 | 69.36    | QF      |
| 11   | 3      | Deborah Scanzio       | Thụy Sĩ                      | 66.38  | 31.29     | 44.7      | 11.58    | 12.74     | 69.02 | 69.02    |         |
| 12   | 20     | Camille Cabrol        | Pháp                         | 68.89  | DNF       | DNF       | DNF      | DNF       | DNF   | 68.89    |         |
| 13   | 18     | Claudia Gueli         | Úc                           | 68.68  | 38.35     | 19.5      | 10.91    | 4.78      | 35.19 | 68.68    |         |
| 14   | 7      | Seo Jee-won           | Hàn Quốc                     | 68.46  | 31.55     | 44.2      | 7.96     | 12.45     | 64.61 | 68.46    |         |
| 15   | 14     | Léa Bouard            | Đức                          | 55.71  | 28.96     | 40.1      | 9.62     | 15.36     | 65.08 | 65.08    |         |
| 16   | 6      | Melanie Meilinger     | Áo                           | 54.95  | 34.61     | 41.2      | 7.51     | 9.00      | 57.71 | 57.71    |         |
| 17   | 12     | Ayaulum Amrenova      | Kazakhstan                   | 52.78  | 35.25     | 23.4      | 7.00     | 8.28      | 38.68 | 52.78    |         |
| 18   | 13     | Guan Ziyan            | Trung Quốc                   | 48.11  | 35.50     | 35.6      | 8.20     | 8.00      | 51.80 | 51.80    |         |
| 19   | 2      | Wang Jin              | Trung Quốc                   | 51.29  | 35.01     | 28.2      | 6.31     | 8.55      | 43.06 | 51.29    |         |
| 20   | 17     | Tetiana Petrova       | Ukraina                      | 46.19  | 37.62     | 14.3      | 3.16     | 5.61      | 23.07 | 46.19    |         |

### Chung kết

#### Chung kết 1
Tại chung kết 1, 12 xuất sắc nhất đi tiếp.
Q — Đi tiếp
| Hạng | Thứ tự | Tên                     | Quốc gia                     | Thời gian | Điểm      | Điểm     | Điểm      | Tổng  | Ghi chú |
| Hạng | Thứ tự | Tên                     | Quốc gia                     | Thời gian | Di chuyển | Nhào lộn | Thời gian | Tổng  | Ghi chú |
| ---- | ------ | ----------------------- | ---------------------------- | --------- | --------- | -------- | --------- | ----- | ------- |
| 1    | 17     | Justine Dufour-Lapointe | Canada                       | 29.70     | 50.6      | 14.37    | 14.53     | 79.50 | Q       |
| 2    | 16     | Jaelin Kauf             | Hoa Kỳ                       | 28.79     | 50.7      | 12.47    | 15.56     | 78.73 | Q       |
| 3    | 13     | Keaton McCargo          | Hoa Kỳ                       | 30.04     | 50.6      | 12.13    | 14.15     | 76.88 | Q       |
| 4    | 8      | Jakara Anthony          | Úc                           | 30.46     | 50.1      | 13.04    | 13.67     | 76.81 | Q       |
| 5    | 15     | Britteny Cox            | Úc                           | 29.19     | 48.1      | 12.59    | 15.10     | 75.79 | Q       |
| 6    | 20     | Perrine Laffont         | Pháp                         | 29.33     | 48.1      | 12.71    | 14.95     | 75.76 | Q       |
| 7    | 14     | Yuliya Galysheva        | Kazakhstan                   | 30.62     | 47.3      | 14.31    | 13.49     | 75.10 | Q       |
| 8    | 11     | Audrey Robichaud        | Canada                       | 32.00     | 47.2      | 15.13    | 11.94     | 74.27 | Q       |
| 9    | 10     | Tess Johnson            | Hoa Kỳ                       | 30.68     | 47.7      | 12.97    | 13.43     | 74.10 | Q       |
| 10   | 19     | Andi Naude              | Canada                       | 29.06     | 45.5      | 13.24    | 15.25     | 73.99 | Q       |
| 11   | 7      | Regina Rakhimova        | Vận động viên Olympic từ Nga | 30.92     | 46.6      | 13.82    | 13.16     | 73.58 | Q       |
| 12   | 9      | Ekaterina Stolyarova    | Vận động viên Olympic từ Nga | 30.52     | 48.0      | 11.62    | 13.61     | 73.23 | Q       |
| 13   | 2      | Katharina Förster       | Đức                          | 29.63     | 46.4      | 11.32    | 14.61     | 72.33 |         |
| 14   | 5      | Seo Jung-hwa            | Hàn Quốc                     | 29.77     | 45.0      | 12.86    | 14.45     | 72.31 |         |
| 15   | 18     | Morgan Schild           | Hoa Kỳ                       | 30.80     | 45.5      | 13.44    | 13.29     | 72.23 |         |
| 16   | 4      | Marika Pertakhiya       | Vận động viên Olympic từ Nga | 30.52     | 46.9      | 11.14    | 13.61     | 71.65 |         |
| 17   | 3      | Chloé Dufour-Lapointe   | Canada                       | 30.39     | 45.8      | 11.43    | 13.75     | 70.98 |         |
| 18   | 12     | Arisa Murata            | Nhật Bản                     | 30.51     | 44.8      | 12.35    | 13.62     | 70.77 |         |
| 19   | 6      | Hedvig Wessel           | Na Uy                        | 29.99     | 43.0      | 11.57    | 14.20     | 68.77 |         |
| 20   | 1      | Madii Himbury           | Úc                           | 31.03     | 42.5      | 12.66    | 13.03     | 68.19 |         |

#### Chung kết 2
Ở chung kết 2, 6 vận động viên xuất sắc nhất đi tiếp.
Q — Đi tiếp
| Hạng | Thứ tự | Tên                     | Quốc gia                     | Thời gian | Điểm      | Điểm     | Điểm      | Tổng  | Ghi chú |
| Hạng | Thứ tự | Tên                     | Quốc gia                     | Thời gian | Di chuyển | Nhào lộn | Thời gian | Tổng  | Ghi chú |
| ---- | ------ | ----------------------- | ---------------------------- | --------- | --------- | -------- | --------- | ----- | ------- |
| 1    | 3      | Andi Naude              | Canada                       | 28.98     | 48.2      | 15.24    | 15.34     | 78.78 | Q       |
| 2    | 8      | Britteny Cox            | Úc                           | 28.99     | 49.6      | 13.35    | 15.33     | 78.28 | Q       |
| 3    | 7      | Perrine Laffont         | Pháp                         | 29.78     | 49.7      | 13.72    | 14.44     | 77.86 | Q       |
| 4    | 12     | Justine Dufour-Lapointe | Canada                       | 29.70     | 49.1      | 13.85    | 14.53     | 77.48 | Q       |
| 5    | 9      | Jakara Anthony          | Úc                           | 30.48     | 50.4      | 12.80    | 13.65     | 76.85 | Q       |
| 6    | 6      | Yuliya Galysheva        | Kazakhstan                   | 30.65     | 47.6      | 15.75    | 13.46     | 76.81 | Q       |
| 7    | 11     | Jaelin Kauf             | Hoa Kỳ                       | 28.74     | 47.3      | 13.12    | 15.61     | 76.03 |         |
| 8    | 10     | Keaton McCargo          | Hoa Kỳ                       | 29.54     | 48.2      | 12.88    | 14.71     | 75.79 |         |
| 9    | 5      | Audrey Robichaud        | Canada                       | 32.47     | 48.2      | 15.28    | 11.41     | 74.89 |         |
| 10   | 2      | Regina Rakhimova        | Vận động viên Olympic từ Nga | 30.87     | 46.0      | 14.34    | 13.21     | 73.55 |         |
| 11   | 1      | Ekaterina Stolyarova    | Vận động viên Olympic từ Nga | 30.48     | 47.1      | 11.99    | 13.65     | 72.74 |         |
| 12   | 4      | Tess Johnson            | Hoa Kỳ                       | 30.77     | 46.7      | 10.47    | 13.32     | 70.49 |         |

#### Chung kết 3
Chung kết ba xác định nhà vô địch.
| Hạng | Thứ tự | Tên                     | Quốc gia   | Thời gian | Điểm      | Điểm     | Điểm      | Tổng  | Ghi chú |
| Hạng | Thứ tự | Tên                     | Quốc gia   | Thời gian | Di chuyển | Nhào lộn | Thời gian | Tổng  | Ghi chú |
| ---- | ------ | ----------------------- | ---------- | --------- | --------- | -------- | --------- | ----- | ------- |
| 1    | 4      | Perrine Laffont         | Pháp       | 29.36     | 50.5      | 13.24    | 14.91     | 78.65 |         |
| 2    | 3      | Justine Dufour-Lapointe | Canada     | 29.54     | 49.4      | 14.45    | 14.71     | 78.56 |         |
| 3    | 1      | Yuliya Galysheva        | Kazakhstan | 30.14     | 47.9      | 15.47    | 14.03     | 77.40 |         |
| 4    | 2      | Jakara Anthony          | Úc         | 30.94     | 49.1      | 13.12    | 13.13     | 75.35 |         |
| 5    | 5      | Britteny Cox            | Úc         | 28.29     | 47.3      | 11.66    | 16.12     | 75.08 |         |
| 6    | 6      | Andi Naude              | Canada     | DNF       | DNF       | DNF      | DNF       | DNF   |         |